# Matterhorn (film)
Matterhorn is een Nederlandse Telefilm uit 2013 die door distributeur Cinéart werd opgepikt om in de bioscoop uit te brengen. Het is de eerste lange speelfilm geregisseerd door Diederik Ebbinge, die ook het scenario schreef. Ton Kas en René van 't Hof spelen de hoofdrollen.

## Verhaal
De 54-jarige Fred (Ton Kas) is een weduwnaar die een zeer gestructureerd, streng gereformeerd, leventje leidt. Wanneer Fred de zwijgzame zonderling Theo (René van 't Hof) op straat tegenkomt, verandert zijn leven totaal. Als Fred Theo in huis neemt stuit dit op grote weerstand van de kerkgemeenschap.

## Rolverdeling
| Acteur             | Personage |
| ------------------ | --------- |
| René van 't Hof    | Theo      |
| Ton Kas            | Fred      |
| Porgy Franssen     | Kamps     |
| Alex Klaasen       | Johan     |
| Ariane Schluter    | Saskia    |
| Helmert Woudenberg | Dominee   |

## Muziek
De soundtrack bevat veel muziek van Johann Sebastian Bach. Fred luistert in de film alleen maar de muziek van Bach. Onder andere fragmenten uit de Matthäus-Passion zijn in Matterhorn te horen.

## Productie
De film is opgenomen in het Vlaamse Prosperpolder, vlak bij het Zeeuws-Vlaamse Nieuw-Namen.

## Ontvangst
Matterhorn ging op 27 januari in première op het International Film Festival Rotterdam 2013 en won op het IFFR ook de publieksprijs. De film was, vanwege de korte tijd tussen de bioscooppremière in februari 2013 en de televisiepremière op 30 maart op Nederland 2, in slechts tien bioscoopzalen te zien. Critici gaven de film overwegend goede kritieken.
Na het succes op het IFFR kocht de Duitse sales agent Media Luna de film aan om deze wereldwijd te verkopen en kreeg deze Nederlandse Telefilm een internationale première op het Moscow International Film Festival 2013. De film won prijzen op filmfestivals op meerdere plaatsen in de wereld.